# بشتال
بشتال هي بلدة في مقاطعة جلاقدوق في ولاية أنديجان في أوزبكستان.